# Donacosa
Donacosa merlini es una especie de araña araneomorfa de la familia Lycosidae. Es el único miembro del género monotípico Donacosa. Es originaria de Andalucía en España donde se encuentra en Doñana.